# Симеон Попконстантинов
Симеон Попконстантинов (Попкостадинов) Сланчев (изписване до 1945 година: Симеонъ попъ Константиновъ) с псевдоним Драгомир е български революционер, мехомийски войвода на Вътрешната македоно-одринска революционна организация.

## Биография
Симеон Попконстантинов е роден на 25 февруари 1874 година в мехомийското село Годлево, тогава в Османската империя. Учи в българското педагогическо училище в Сяр, в прогимназията в Банско до 1892 година и завършва Кюстендилското педагогическо училище през 1895 година. В Кюстендил учи заедно със съселяните си Димитър Попиванов, бъдещ музикален деец и Лазар Томов, който му е братовчед и също става деец на ВМОРО. В гимназията организират Младежко македонско дружество.
Учителства 33 година в Якоруда, Баня, Банско, Куклен, Мехомия, Радовиш и други места. Присъединява се към ВМОРО още като учител в Якоруда в учебната 1896 - 1897 година. Поддържа оръжейния канал от Лъджене за Якоруда. Участва в аферата „Мис Стоун“, след което е нелегален до ноември 1902 година. На 5 януари 1903 година оглавява група, която пренася от Рилския манастир динамита, използван за Атентата при Ангиста. През Илинденско-Преображенското въстание е селски войвода на четата от Добърско, която със съдействието на Лазар Томов прекъсва телеграфа между Мехомия и Баня. След това на 21 – 22 септември участва в сраженията с войска и башибозук на Ланския рид и връх Айгидик в Годлевския дял на Рила.
След въстанието членовете на семейството му са затваряни и изселвани. Назначението на Попконстантинов за учител в Радовиш е отменено. Едва в учебната 1905 – 1906 година Попконстантинов отново става главен учител в Мехомия. Между 1905 и 1906 година е ръководител на Мехомийския околийски комитет на ВМОРО. На 27 юни 1907 година успява да избяга при опит за арест в кръчмата на Атана Дуйнов и минава в Свободна България, като става прогимназиален учител в Батак. Осъден е задочно от Солунския съд на 15 години затвор.
След Младотурската революция в 1908 година получава амнистия и се връща в Мехомия. Става инспектор на всички училища в района. Сред основателите е на читалището „13 септември 1903 година“. Председател е на Околийското учителско дружество и е избран за делегат на Учредителния конгрес на Съюза на българските учители в Отоманската империя в Солун.
Участва като доброволец в Балканската война и участва в граничното сражение при връх Грънчар.
През 1913 година Симеон Попконстантинов се установаява в Мехомия, където в 1917 – 1918 година е пръв директор на гимназията. От 1919 година до пенсионирането си в 1928 година преподава български език и география.
Умира на 23 юни 1962 година в Разлог.